# Caius Hostilius Mancinus
Gaius Hostilius Mancinus est un homme politique romain faisant partie de la gens plébéienne des Hostilii. Consul en 137 av. J.-C., il fut, selon Plutarque, « le plus malchanceux des généraux romains ».

## Biographie
Il est le fils d'Aulus Hostilius Mancinus, consul en 170 av. J.-C.. La carrière sénatoriale de Mancinus nous est surtout connue à travers ses actions en Hispanie. Vers 140, Mancinus est préteur. En 137, il est élu consul. Il reçoit alors le gouvernement de l'Hispanie citérieure, son collègue au consulat recevant l'Hispanie ultérieure. En 136, le Sénat l'envoie combattre contre les Numantins. Numance était la dernière place forte des Ibères à s'opposer à Rome dans la région. Parti malgré des présages défavorables, Mancinus est défait assez rapidement et contraint de traiter avec les Numantins. Ce traité n'est cependant pas ratifié par le Sénat, qui le juge insultant pour Rome et refuse de reconnaître la défaite. L'ignominie de Mancinus est alors lavée par sa livraison aux Numantins.

## L'affaire deNumance
Plusieurs sources témoignent de cette mésaventure humiliante pour Mancinus. Selon l'une d'elles, alors qu'il arrive à Numance, il commence par reprendre en main l'armée auparavant commandée par Quintus Pompeius. Pompeius ne laissait pas une situation favorable : ses armées avaient subi des désastres et il avait dû traiter avec les Ibères, sans toutefois faire avaliser ses négociations à Rome. Mancinus, à la tête de ses troupes, part pour un lieu inhabité alors que les Numantins célèbrent une fête annuelle. 4 000 de leurs soldats prennent alors le départ de Mancinus pour une fuite et taillent en pièces 20 000 Romains. Mancinus doit ainsi conclure un traité avec les Ibères sur la base de leurs conditions, avec son questeur Tiberius Gracchus comme garant.
Pour Plutarque, c'est en voulant faire retraite après des défaites, abandonnant son camp en pleine nuit, que Mancinus se retrouve encerclé après le massacre de son arrière-garde. À cette occasion, Plutarque attribue un rôle majeur et héroïque à Tiberius Gracchus, rôle qu'il faut sans doute minorer, l'historien ayant tendance à prêter beaucoup aux personnages de ses biographies ; Tiberius aurait alors négocié le traité. Il est vrai que l'action de son père dans la région pouvait lui avoir gagné la confiance des Ibères.
Lorsque le traité est présenté au Sénat, l'assemblée nomme les deux consuls de 136 à la tête d'une commission pour enquêter sur la défaite. Le traité n'ayant pas été approuvé par le Sénat, Lucius Furius et Sextus Atilius, en vertu d'un sénatus-consulte, proposent une loi visant à remettre Mancinus aux Numantins : Mancinus, conscient de ses devoirs selon Cicéron, soutient lui-même ce projet de loi et est livré aux Numantins suivant la procédure de la deditio. Il est alors attaché nu sur un poteau, face aux murs de la ville ; cependant, les Numantins ne veulent pas de lui. Pendant 3 jours, il reste ainsi devant la ville, avant que des soldats daignent le détacher. En conséquence de sa défaite, il est exclu de l'ordre sénatorial. Humilié mais toujours étonnement vivant, on veut le réintégrer et malgré quelques difficultés, il y est réadmis en étant de nouveau élu préteur. Rien n'est connu sur la fin de sa vie.
La procédure de deditio de Mancinus illustre à la fois le très fort contrôle du Sénat sur ses membres à cette époque et son refus d'admettre des limites diplomatiques aux décisions et au pouvoir de Rome. L'affaire de Numance est parfois vue comme une des raisons ayant poussé Tiberius Gracchus à prendre ses distances avec le Sénat romain et Scipion Émilien. Elle a aussi eu comme conséquence d'entraîner une nouvelle élaboration du récit de la bataille des Fourches Caudines, l'annalistique romaine racontant cet épisode plus ancien et similaire à la lumière des événements de 136. Cela explique sans doute le nombre élevé de sources antiques témoignant des malheurs de Mancinus.